# Usina Hidrelétrica Garibaldi
A Usina Hidrelétrica de Garibaldi é uma usina hidrelétrica instalada no Rio Canoas, no município de Abdon Batista em Santa Catarina. Tem capacidade instalada de 191,9 MW. A usina pertence a Rio Canoas Energia S.A. (CTG Brasil - China Three Gorges).
Sua primeira unidade geradora entrou em operação em setembro de 2013, adiantando em 15 meses o cronograma da instalação.
Dados Técnicos da Instalação:
UHE Garibaldi
Numero de geradores:
3 geradores síncronos de 63,00 MW cada
3 turbinas do tipo Francis vertical 
Vazão nominal por unidade - 161,00 m³/s
Capacidade total de geração - 189 MW 
PCH Garibaldi
Instalada a jusante da barragem da usina, a mesma utiliza a vazão sanitária do curso do Rio Canoas para geração de energia elétrica.
1 gerador de 2,9 MW 
Turbina Francis horizontal
Vazão nominal - 13,00 m³/s
Cota montante - 705,00 m 